# SHARK
SHARK (англ. Secure Hash Algorithm Regenerative Keys — безопасный хеширующий алгоритм с воссоздающимися ключами) — симметричный алгоритм блочного шифрования, разработанный группой криптографов, среди которых Винсент Рэймен, — автор шифра AES. В теории позволяет использовать блоки и ключи различной длины, однако авторская реализация использует 128-битный ключ и 64-битные блоки. Структура схожа со структурой подстановочно-перестановочной сети.

## История SHARK
Шифр SHARK — первый в серии алгоритмов, разработанных в ходе исследования по созданию безопасных и эффективных алгоритмов блочного шифрования на основе метода Wide Trail design strategy. Результатом исследования позже стало создание стандартного шифра AES.
Авторы позиционировали SHARK как алгоритм, призванный заменить широко распространенный в то время шифр DES. К новому алгоритму были предъявлены следующие требования:
- высокая производительность — небольшое число раундов. Для сравнения, в шифре DES использовалось 16 раундов. По словам автором, им удались достичь более чем четырёхкратного ускорения по сравнению с шифрами SAFER и IDEA;
- неуязвимость для линейного и дифференциального криптоанализа, для которых был уязвим DES[1].

Хотя до этого уже существовали шифры на основе SP-сети (MMB, SAFER, 3-Way), SHARK впервые использовал MDS-коды для линейного преобразования, а именно коды Рида-Соломона.
Существует два варианта шифра SHARK: SHARK-A (англ. affine transform) и SHARK-E (англ. exor), получившие название благодаря различным способам введения раундовых ключей.

## Дизайн алгоритма

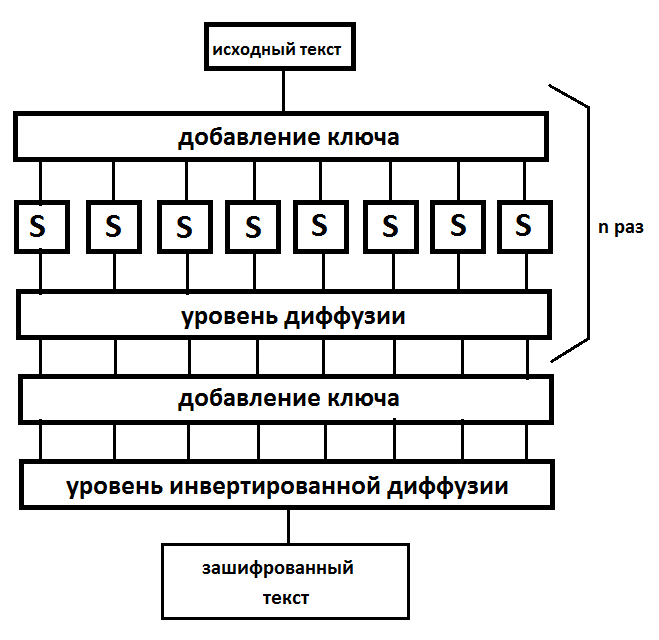
Концептуальная схема шифра SHARK

Алгоритм SHARK состоит из трех компонентов:
- нелинейный слой — основан на S-блоках;
- слой диффузии — основан на MDS-кодах[4];
- расписание ключей для получения раундовых ключей из исходного ключа[1].

Каждый компонент алгоритма рассматривается отдельно и каждый должен обладать определёнными свойствами. Так, слой диффузии должен обладать равномерными и хорошими диффузионными свойствами. Нелинейный слой также должен обладать равномерными нелинейными свойствами, причем компоненты алгоритма независимы в следующем смысле: при изменении реализации, например, нелинейного слоя (одни S-блоки заменяются другими S-блоками c такими же характеристиками), защищенность алгоритма остается неизменной. Такая стратегия является вариантом Wide trail strategy, описанной в докторской диссертации Йоана Даймена.
SHARK состоит из {\displaystyle R} раундов, дополнительного слоя добавления ключа и дополнительно слоя инвертированной диффузии. Каждый раунд, в свою очередь, состоит из добавления ключа, нелинейной замены и слоя диффузии. Дополнительный слой добавления ключа нужен для того, чтобы злоумышленник не смог отделить последний раунд. Дополнительный слой инвертированной диффузии необходим для упрощения операции дешифрования.
Слой нелинейный замены состоит из {\displaystyle n} S-блоков, каждый из которых представляет собой {\displaystyle m}-битную перестановку. Таким образом, алгоритм способен шифровать блоки длиной {\displaystyle m\cdot n}.

### Слой диффузии
На вход слою диффузии приходят {\displaystyle n} {\displaystyle m}-битных чисел, которые можно рассматривать как элементы над полем {\displaystyle GF(2^{m})}. Рассматриваемый слой необходим для создания лавинного эффекта. Этот эффект проявляется в линейном и разностном контекстах:
- Линейный контекст — нет корреляции между линейной комбинации небольшого набора {\displaystyle m}-битных входных данных и линейной комбинации небольшого набора ({\displaystyle m}-битных) выходных данных.
- Разностный контекст — небольшое изменение входных данных влечет значительное изменение данных на выходе, и наоборот, для небольшого изменения выходных данных нужно значительно изменить входные данные[1].

Пусть {\displaystyle \theta } — обратимое линейное преобразование, {\displaystyle a} — элемент поля {\displaystyle GF(2^{m})}, {\displaystyle w_{h}(a)} — расстояние Хэмминга, тогда количественно лавинный эффект оценивается числом скачка (англ. branch number) {\displaystyle B(\theta )={\overset {}{\underset {a\neq 0}{min}}}({\displaystyle w_{h}(a)}+{\displaystyle w_{h}(\theta (a))})}.
Если {\displaystyle w_{h}(a)=1}, то {\displaystyle B\leq n+1}. {\displaystyle B=n+1} называют оптимальным числом скачка (англ. optimal branch number). В основной статье авторы показали, что с помощью MDS-кодов можно сконструировать обратимое линейное преобразование с оптимальном числом скачка. В реализации используются {\displaystyle (2n,n,n+1)} коды Рида-Соломона.

### Нелинейный слой (блоки подстановок)
Нелинейные S-блоки обеспечивают защиту от линейного и дифференциального криптоанализов. Одним из важных численных характеристик безопасности шифра служит матрица эксклюзивных ИЛИ (англ. exor table) {\displaystyle E} отображения {\displaystyle \gamma }, элементы которой определяются по формуле {\displaystyle E_{ij}=\sharp (x|\gamma (x)\oplus \gamma (i\oplus x)=j)}, где {\displaystyle \sharp } — обозначает число удовлетворяющих условию элементов, {\displaystyle x,i,j} — элементы поля {\displaystyle GF(2^{m})}. Большие значения элементов матрицы могут привести к восприимчивости шифра к дифференциальной атаке.
Авторами были выбраны S-блоки, основанные на отображении {\displaystyle F(x)=x^{-1}} над полем {\displaystyle GF(2^{m})}. В этом случае при четном {\displaystyle m} матрица {\displaystyle E} обладает следующими свойствами:
- Дифференциальная 4-стабильность — все элементы матрицы не превосходят 4. В действительности, в каждой строке такой матрицы присутствует ровно один элемент, равный 4, а остальные равны 2 либо 0.
- Минимальное расстояние аффинной функции равно {\displaystyle 2^{m/2}}.
- Нелинейный порядок любой линейной комбинации выходных битов равен {\displaystyle m+1}[1].

Для того чтобы удалить фиксированные точки {\displaystyle 0\rightarrow 0} и {\displaystyle 1\rightarrow 1}, используется обратимое аффинное преобразование выходных бит.

### Расписание ключей
Расписание ключей (англ. key scheduling) позволяет расширить исходный ключ {\displaystyle K}, получив {\displaystyle R+1} раундовых ключей {\displaystyle K_{i}}. Хорошее планирование позволяет получить раундовые ключи с максимальной энтропией. Авторами предлагаются два способа ввести раундовый ключ:
1. Exor — простое исключающее ИЛИ с входными данными в каждом раунде. Соответствующий алгоритм — SHARK-E.
2. Affine Transformation — aффинное преобразование входных данных, зависящее от ключа. Соответствующий алгоритм — SHARK-A[1].

#### Exor
Вычисляется простое исключающее ИЛИ {\displaystyle m\cdot n} входных бит раунда и {\displaystyle m\cdot n} подключа. Преимущества метода — быстрота и стабильность: никакой ключ не является сильнее или слабее другого. Недостаток метода — энтропия раундового ключа не превосходит {\displaystyle m\cdot n}.

#### Affine Transformation
Пусть {\displaystyle k_{i}} — невырожденная матрица {\displaystyle n\times n} над полем {\displaystyle GF(2^{m})}, зависящая от ключа {\displaystyle K} (точнее, от его расширения). Введем ключевую операцию над входными данными следующим образом: {\displaystyle Y(X)=k_{i}\cdot X\oplus K_{i}}. Это линейная операция, потому она не вводит слабых ключей. Кроме того, энтропия раундовых ключей увеличивается до {\displaystyle O(mn^{2})}. Однако, это довольно дорогая в смысле производительности операция, поэтому авторами предлагается ограничить {\displaystyle k_{i}} на подпространстве диагональных матриц. В этом случае энтропия раундовых ключей становится близкой к {\displaystyle 2mn}.

#### Генерация подключей
В алгоритме SHARK, генерация раундовых ключей осуществляется следующим образом:
1. {\displaystyle R+1} раундовых {\displaystyle m\cdot n}-битных ключей {\displaystyle K_{i}} инициализируются первыми {\displaystyle R+1} записями в таблице замещений (англ. substitution table).
2. Матрицы {\displaystyle k_{i}} инициализируются единичными матрицами.
3. Выбранный пользователем ключ конкатенируется сам с собой до тех пор, пока не будет иметь длину {\displaystyle 2(R+1)mn} бит.
4. К полученной в п. 3 последовательности применяется алгоритм SHARK в режиме CFB.
5. Первые {\displaystyle (R+1)mn} бит выходных данных используются для формирования раундовых ключей {\displaystyle K_{i}}.
6. Последние {\displaystyle (R+1)mn} бит выходных данных интерпретируются как {\displaystyle (R+1)n} элементов поля {\displaystyle GF(2^{m})}, и формируют диагональные элементы матриц {\displaystyle k_{i}}. Если какой-нибудь элемент равен нулю, то он отбрасываются, а все следующие элементы сдвигаются вниз на единицу. Дополнительные зашифрованные нулевые строки добавляются в конец, чтобы заполнить оставшиеся диагональные элементы[1].

Механизм генерации подключей в принципе позволяет использовать ключ длины {\displaystyle 2(R+1)mn} бит, но авторы рекомендуют использовать ключ, не превышающий 128 бит.

## Заметки по реализации

### Таблицы замещений
Для того, чтобы добиться высокой производительности, слой диффузии и блоки подстановок объединяются в одну операцию. Пусть {\displaystyle X_{1},...,X_{n}} обозначают входные данные раунда; {\displaystyle Y_{1},...,Y_{n}} — выходные данные; {\displaystyle S_{1},...,S_{n}} — матрицы перестановок (S-блоки); {\displaystyle A} — матрица, определяющая слой диффузии; {\displaystyle \oplus } и {\displaystyle \cdot } — обозначают сложение и умножение над полем {\displaystyle GF(2^{n})}. Тогда
{\displaystyle {\begin{pmatrix}Y_{1}\\...\\Y_{n}\end{pmatrix}}=A\cdot {\begin{pmatrix}S_{1}[X_{1}]\\...\\S_{n}[X_{n}]\end{pmatrix}}={\begin{pmatrix}a_{11}\\...\\a_{n1}\end{pmatrix}}\cdot S_{1}[X_{1}]\oplus ...\oplus {\begin{pmatrix}a_{1n}\\...\\a_{nn}\end{pmatrix}}\cdot S_{n}[X_{n}]={\begin{pmatrix}a_{11}\cdot S_{1}[X_{1}]\\...\\a_{n1}\cdot S_{1}[X_{1}]\end{pmatrix}}\oplus ...\oplus {\begin{pmatrix}a_{1n}\cdot S_{n}[X_{n}]\\...\\a_{nn}\cdot S_{n}[X_{n}]\end{pmatrix}}}
Используя расширенные таблицы замещений {\displaystyle T_{i}} размерности {\displaystyle m\times mn}, определяемые по формуле {\displaystyle T_{i}[X]={\begin{pmatrix}a_{1i}\cdot S_{i}[X_{i}]\\...\\a_{ni}\cdot S_{i}[X_{i}]\end{pmatrix}}}, можно записать преобразование в простом виде: {\displaystyle {\begin{pmatrix}Y_{1}\\...\\Y_{n}\end{pmatrix}}=T_{1}[X_{1}]\oplus T_{2}[X_{2}]\oplus ...\oplus T_{n}[X_{n}]}
Таким образом, один раунд требует {\displaystyle n} поисков по таблице и {\displaystyle n-1} бинарных операций. Однако, из-за того что при длине блока {\displaystyle 8n} бит таблицы занимают {\displaystyle n^{2}\times 256} байт, алгоритм для блоков длины 128 бит и более оказывался неэффективным для большинства процессоров того времени (1996 год), отсюда происходит существующее ограничение на длину блока в 64 бит ({\displaystyle n=8,m=8}).

### Матрица MDS-кода
Для {\displaystyle n=8} можно построить матрицу, определяющую слой диффузии, на основе кода Рида-Соломона.
{\displaystyle A={\begin{pmatrix}CE&E7&B9&D0&52&87&74&0B\\95&FE&DA&9D&A9&28&51&31\\57&05&4D&26&07&3A&15&7F\\82&D2&D1&2C&6C&5A&CF&86\\8A&52&9E&5D&B9&F4&09&BE\\19&C1&17&9F&8F&33&A4&05\\B0&88&83&6D&70&0B&62&83\\01&F1&86&75&17&6C&09&34\end{pmatrix}}}

## Дешифрование
Для описания дешифрования рассмотрим 2-х раундовую версию SHARK. Пусть {\displaystyle l} — линейная операция, {\displaystyle s} — нелинейная замена, {\displaystyle a_{k_{i}}} — операция добавления ключа для раундового ключа {\displaystyle k_{i}}. Функция шифрования, в таком случае, равна {\displaystyle Y=(l^{-1}\circ a_{k_{3}}\circ l\circ s\circ a_{k_{2}}\circ \underbrace {l\circ s} _{r}\circ a_{k_{1}})(X)}, где {\displaystyle r} — комбинированная из слоя диффузии и S-блоков операция. Так как операция добавления ключа и операция диффузии — линейные операции, их порядок можно поменять местами:
{\displaystyle (l\circ a_{k})(X)=A\cdot (k\cdot X\oplus K)=(A\cdot k\cdot X)\oplus (A\cdot K)=((A\cdot k\cdot A^{-1})\cdot (A\cdot X))\oplus (A\cdot K)=(a_{k'}\circ l)(X)},
где введено обозначение {\displaystyle a_{k'}(X)=k'\cdot X\oplus K'=(A\cdot k\cdot A^{-1})\cdot X\oplus (A\cdot K)}
Применим полученную формулу к {\displaystyle l^{-1}\circ a_{k_{3}}}:
{\displaystyle Y=(a_{k_{3}'}\circ l^{-1}\circ l\circ s\circ a_{k_{2}}\circ r\circ a_{k_{1}})(X)=(a_{k_{3}'}\circ s\circ a_{k_{2}}\circ r\circ a_{k_{1}})(X)}
Теперь покажем, что операция дешифрования имеет ту же структуру. Для этого сначала обратим операцию шифрования:
{\displaystyle X=(a_{k_{1}^{-1}}\circ s^{-1}\circ l^{-1}\circ a_{k_{2}^{-1}}\circ s^{-1}\circ l^{-1}\circ a_{k_{3}^{-1}}\circ l)(Y)}
Меняя местами операцию добавления ключа и операцию диффузии, получаем ту же структуру, что и в операции шифрования:
{\displaystyle X=(a_{k_{1}^{-1}}\circ s^{-1}\circ a_{k_{2}^{-1'}}\circ \underbrace {l^{-1}\circ s^{-1}} _{r'}\circ a_{k_{3}^{-1'}})(Y)}

## Известные атаки
На текущий момент не обнаружено уязвимостей у классической реализации алгоритма. Существуют атаки только на вариации алгоритма:
- В 1997 году Томас Якобсен[англ.] и Ларс Кнудсен показали, что 64-битная реализация SHARK-E (SHARK с exor стратегией введения раундового ключа) теоретически уязвима для интерполяционной атаки при ограничении на количество раундов до 5, а также 128-битная реализация — при ограничении до 8 раундов. Но они также показали, что для достаточной безопасности необходимо по крайней мере 6 раундов[6].
- В 2013 году Янг Ши (англ. Yang Shi) и Хонгвей Фан (англ. Hongfei Fan) показали, что White-Box реализация[7] SHARK недостаточно безопасна и может быть взломана с фактором работы примерно 1.5 * (2 ^ 47)[8].